# Voïvodie de Koszalin
La voïvodie de Koszalin (en polonais Województwo koszalińskie) était une unité de division administrative et un gouvernement local de Pologne entre 1975 et 1998.
En 1999, son territoire est intégré dans la Voïvodie de Poméranie occidentale.
Sa capitale était Koszalin.

## Villes
Population au 31 décembre 1998 :
- Koszalin – 112 375
- Kołobrzeg – 48 082
- Szczecinek – 42 352
- Białogard – 25 536
- Świdwin – 16 975
- Darłowo – 15 689
- Złocieniec – 13 288
- Drawsko Pomorskie – 11 725

## Bureaux de district
Sur la base de la loi du 22 mars 1990, les autorités locales de l'administration publique générale, ont créé 6 régions administratives associant plusieurs municipalités.
- Białogard (Białogard, gmina Białogard, gmina Karlino et gmina Tychowo)
- Drawsko Pomorskie (gmina Drawsko Pomorskie, gmina Kalisz Pomorski, gmina Ostrowice, gmina Wierzchowo et gmina Złocieniec)
- Kołobrzeg (Kołobrzeg, gmina Dygowo, gmina Gościno, gmina Kołobrzeg, gmina Rymań, gmina Siemyśl et gmina Ustronie Morskie)
- Koszalin (Darłowo, Koszalin, gmina Będzino, gmina Biesiekierz, gmina Bobolice, gmina Darłowo, gmina Malechowo, gmina Manowo, gmina Mielno, gmina Polanów, gmina Sianów et gmina Świeszyno)
- Szczecinek (Szczecinek, gmina Barwice, gmina Biały Bór, gmina Borne-Sulinowo, gmina Czaplinek, gmina Grzmiąca et gmina Szczecinek)
- Świdwin (Świdwin, gmina Brzeżno, gmina Połczyn-Zdrój, gmina Rąbino, gmina Sławoborze et gmina Świdwin)

## Évolution démographique
- 1975 – 434 800
- 1980 – 462 200
- 1985 – 489 800
- 1990 – 508 200
- 1995 – 522 000
- 1998 – 527 600